# Apopyros
Apopyros là một chi thực vật có hoa trong họ Cúc (Asteraceae).

## Loài
Chi Apopyros gồm các loài: